# AS Garde Nationale
AS Garde Nationale (arabisch الجمعية الرياضية للحرس الوطني, DMG al-Ǧamʿiyya ar-riyāḍiyya li-l-Ḥaras al-Waṭanī) ist ein 1960 gegründeter mauretanischer Fußballverein aus Nouakchott, der Hauptstadt Mauretaniens. Der Verein ist die Mannschaft der mauretanischen Streitkräfte. Mit sieben gewonnenen Titeln ist Garde Nationale Rekordmeister des Landes. Lange Zeit dominierte der Verein die Liga zusammen mit ASC Police, 1998 konnte der letzte Titel gewonnen werden. Seitdem verschwand der Verein immer mehr im Mittelmaß, die dominierende Mannschaft ist mittlerweile der FC Nouadhibou. Früher war der Verein als ASC Garde Nationale (Association Sportive et Culturelle de la Garde Nationale) bekannt.

## Geschichte
AS Garde Nationale war in den Siebziger- und Achtzigerjahren gemeinsam mit ASC Police der dominierende Verein in der Liga sowie im Pokal. 1998 konnte der letzte Titel gewonnen werden, 2001 der letzte Pokal. In den folgenden Jahren rutschte der Club immer weiter in der Tabelle ab und konnte keinen Anschluss mehr an die Spitze finden. In der Saison 2009 musste man gar als Tabellenletzter absteigen. Erst in der Saison 2012/13 spielte man wieder erstklassig, der direkte Nichtabstiegsplatz wurde jedoch mit einem Punkt knapp verfehlt, in der Abstiegsrunde musste man dann erneut absteigen. Seit dem direkten Wiederaufstieg 2014 ist der Verein ununterbrochen in der ersten Liga.

## Erfolge
- Meisterschaften: 7

1976, 1977, 1978, 1979, 1984, 1994, 1998
- Pokal: 4

1981, 1986, 1989, 2001

## Statistik in den CAF-Wettbewerben
| Wettbewerb                 | Runde         | Gegner             | Hinspiel | Rückspiel |  |
| -------------------------- | ------------- | ------------------ | -------- | --------- |  |
|                            |               |                    |          |           |  |
| CAF Champions Cup 1977     | 1. Runde      | ASC Diaraf         | 0:3 (A)  | 0:2 (H)   |  |
| CAF Champions Cup 1978     | 1. Runde      | Wallidan Banjul    | 3:1 (H)  | 2:2 (A)   |  |
|                            | 2. Runde      | Hafia FC           | 0:5 (A)  | 0:1 (H)   |  |
| CAF Champions Cup 1979     | 1. Runde      | US Gorée           | 0:2 (A)  | 1:1 (H)   |  |
| CAF Champions Cup 1980     | 1. Runde      | Hafia FC           | 1:1 (H)  | 0:2 (A)   |  |
| CAF Cup Winners 1982       | Qualifikation | Zoundourma AC      | 0:3 (A)  | 4:0 (H)   |  |
|                            | 1. Runde      | Dynamo Douala FC   | 0:1 (H)  | 0:2 (A)   |  |
| CAF Champions Cup 1985     | Qualifikation | Sporting de Bissau | 1:0 (H)  | 2:2 (A)   |  |
|                            | 1. Runde      | CA Bizertin        | 0:1 (A)  | 1:1 (H)   |  |
| CAF Cup Winners 1987       | 1. Runde      | Espérance Tunis    | 1:3 (H)  | 0:4 (A)   |  |
| CAF Confederation Cup 1994 | 1. Runde      | JS Kairouan        | 1:1 (H)  | 1:3 (A)   |  |
| CAF Confederation Cup 1996 | 1. Runde      | KAC Marrakech      | n. a.    | n. a.     |  |

- 1996: Der Verein wurde nach der Auslosung disqualifiziert.